# 金原亭小駒
金原亭 小駒（きんげんてい ここま）は、落語家の名前。歴代の小駒は前座、二つ目時代に名乗っていただけなので原則として代数はつけない。
- 金原亭小駒 - 現：十一代目金原亭馬生
- 金原亭小駒 - 現：初音家左橋
- 金原亭小駒 - 現：金原亭龍馬
- 金原亭小駒 - 本項にて記述

金原亭 小駒（きんげんてい ここま、1995年9月6日 - ）は、日本の落語家、元俳優（山田清貴名義）である。本名∶美濃部 清貴。
十一代目金原亭馬生門下。母は十代目金原亭馬生の次女の美濃部由紀子。

## 芸歴
- 2013年9月 - 十一代目金原亭馬生に入門。
- 2015年1月 - 前座となり「小駒」を名乗る。
- 2018年11月 - 二ツ目昇進。

## 活動
落語協会二ツ目の勉強会「チャノマ」メンバー。2022年からは自身と同じ世襲落語家である林家たま平らと共に二ツ目の世襲落語家の落語会である「若旦那の会」の公演を行っている。

## 出演（子役時代）

### 映画
- 20世紀少年第2章・最終章 - ヤン坊マー坊 役
- コドモのコドモ - 久保田万作 役
- TOKYOてやんでぃ
- 劇場版 超・仮面ライダー電王&ディケイド NEOジェネレーションズ 鬼ヶ島の戦艦 - アキラ役

### テレビドラマ
- 夕陽ヶ丘の探偵団（2007年、NHK教育）土橋直哉 役